# Kim Sang-hoon
Kim Sang-hoon ((김상훈?, 金湘勳?); 8 giugno 1973) è un allenatore di calcio ed ex calciatore sudcoreano, di ruolo difensore, commissario tecnico della nazionale guamana.